# Sciara cingulata
Sciara cingulata är en tvåvingeart som beskrevs av Rubsaamen 1894. Sciara cingulata ingår i släktet Sciara och familjen sorgmyggor. Inga underarter finns listade i Catalogue of Life.